# Eulecanium distinguendum
Eulecanium distinguendum är en insektsart som först beskrevs av Douglas 1891.  Eulecanium distinguendum ingår i släktet Eulecanium och familjen skålsköldlöss. Inga underarter finns listade i Catalogue of Life.